# Victor Harbor, Nam Úc

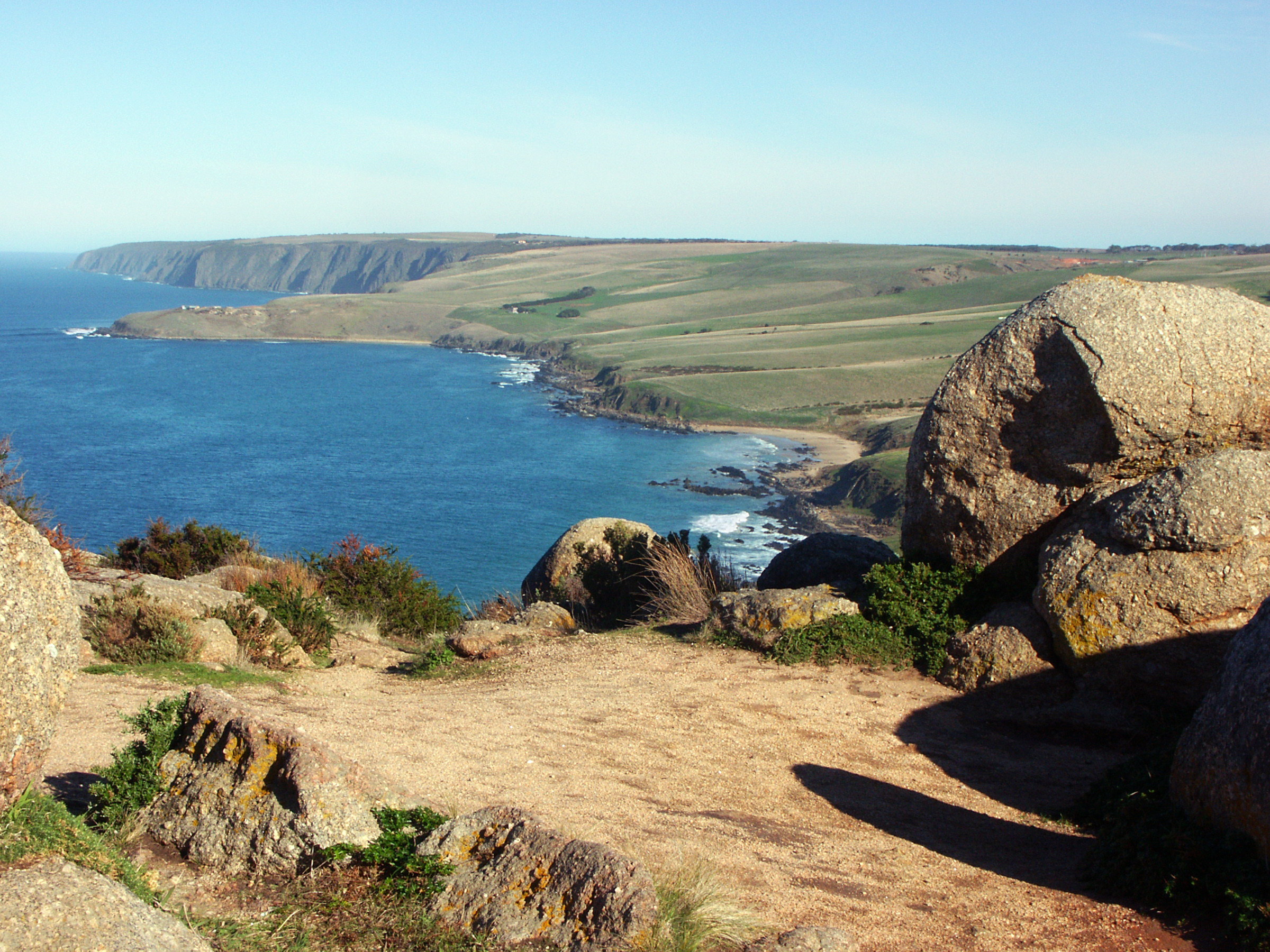
Victor Harbor

Victor Harbor là một thành phố trên bán đảo Fleurieu thuộc bang Nam Úc, cách thủ phủ bang Adelaide 80 km về phía nam. Thành phố có dân số 10.380 người (điều tra năm 2006). Đây là trung tâm dân cư lớn nhất bán đảo với nền kinh tế dựa vào nông nghiệp và ngư nghiệp. Ngoài ra còn có ngành du lịch trong mùa hè.

## Khí hậu
Victor Harbor có khí hậu Địa Trung Hải (phân loại khí hậu Köppen Csb).
| Dữ liệu khí hậu của Victor Harbor | Dữ liệu khí hậu của Victor Harbor | Dữ liệu khí hậu của Victor Harbor | Dữ liệu khí hậu của Victor Harbor | Dữ liệu khí hậu của Victor Harbor | Dữ liệu khí hậu của Victor Harbor | Dữ liệu khí hậu của Victor Harbor | Dữ liệu khí hậu của Victor Harbor | Dữ liệu khí hậu của Victor Harbor | Dữ liệu khí hậu của Victor Harbor | Dữ liệu khí hậu của Victor Harbor | Dữ liệu khí hậu của Victor Harbor | Dữ liệu khí hậu của Victor Harbor | Dữ liệu khí hậu của Victor Harbor |
| Tháng                             | 1                                 | 2                                 | 3                                 | 4                                 | 5                                 | 6                                 | 7                                 | 8                                 | 9                                 | 10                                | 11                                | 12                                | Năm                               |
| --------------------------------- | --------------------------------- | --------------------------------- | --------------------------------- | --------------------------------- | --------------------------------- | --------------------------------- | --------------------------------- | --------------------------------- | --------------------------------- | --------------------------------- | --------------------------------- | --------------------------------- | --------------------------------- |
| Cao kỉ lục °C (°F)                | 44.0 (111.2)                      | 43.0 (109.4)                      | 41.6 (106.9)                      | 35.5 (95.9)                       | 28.9 (84.0)                       | 24.6 (76.3)                       | 26.0 (78.8)                       | 26.7 (80.1)                       | 33.7 (92.7)                       | 38.0 (100.4)                      | 41.1 (106.0)                      | 42.0 (107.6)                      | 44.0 (111.2)                      |
| Trung bình ngày tối đa °C (°F)    | 24.5 (76.1)                       | 24.4 (75.9)                       | 23.4 (74.1)                       | 20.9 (69.6)                       | 18.4 (65.1)                       | 15.9 (60.6)                       | 15.4 (59.7)                       | 16.2 (61.2)                       | 18.2 (64.8)                       | 20.2 (68.4)                       | 21.7 (71.1)                       | 23.4 (74.1)                       | 20.2 (68.4)                       |
| Trung bình ngày °C (°F)           | 19.8 (67.6)                       | 19.9 (67.8)                       | 18.8 (65.8)                       | 16.4 (61.5)                       | 14.3 (57.7)                       | 12.2 (54.0)                       | 11.6 (52.9)                       | 12.1 (53.8)                       | 13.6 (56.5)                       | 15.3 (59.5)                       | 17.0 (62.6)                       | 18.6 (65.5)                       | 15.8 (60.4)                       |
| Tối thiểu trung bình ngày °C (°F) | 15.1 (59.2)                       | 15.3 (59.5)                       | 14.2 (57.6)                       | 11.9 (53.4)                       | 10.1 (50.2)                       | 8.4 (47.1)                        | 7.7 (45.9)                        | 8.0 (46.4)                        | 9.0 (48.2)                        | 10.4 (50.7)                       | 12.2 (54.0)                       | 13.8 (56.8)                       | 11.3 (52.3)                       |
| Thấp kỉ lục °C (°F)               | 8.2 (46.8)                        | 8.8 (47.8)                        | 6.2 (43.2)                        | 3.2 (37.8)                        | 0.9 (33.6)                        | 0.0 (32.0)                        | 0.1 (32.2)                        | 1.5 (34.7)                        | 2.4 (36.3)                        | 2.9 (37.2)                        | 5.0 (41.0)                        | 7.3 (45.1)                        | 0.0 (32.0)                        |
| Lượng mưa trung bình mm (inches)  | 20.8 (0.82)                       | 19.6 (0.77)                       | 22.9 (0.90)                       | 43.0 (1.69)                       | 61.6 (2.43)                       | 71.2 (2.80)                       | 74.8 (2.94)                       | 67.4 (2.65)                       | 56.2 (2.21)                       | 45.5 (1.79)                       | 28.0 (1.10)                       | 24.1 (0.95)                       | 535.1 (21.05)                     |
| Số ngày mưa trung bình (≥ 0.2 mm) | 4.5                               | 4.4                               | 6.4                               | 10.1                              | 13.7                              | 15.3                              | 16.5                              | 16.3                              | 13.6                              | 11.4                              | 7.8                               | 6.5                               | 126.5                             |
| Độ ẩm tương đối trung bình (%)    | 60                                | 60                                | 62                                | 62                                | 66                                | 69                                | 67                                | 63                                | 63                                | 59                                | 57                                | 61                                | 62                                |
| Nguồn: Cục Khí tượng Úc           |                                   |                                   |                                   |                                   |                                   |                                   |                                   |                                   |                                   |                                   |                                   |                                   |                                   |